# Eleição presidencial do Brasil em Rondônia em 2010
O primeiro turno da eleição presidencial brasileira de 2010 foi realizado em 3 de outubro, como parte das eleições gerais naquele país. Neste pleito, os cidadãos brasileiros aptos a votar escolheram o sucessor do atual presidente, Luiz Inácio Lula da Silva. Nenhum dos candidatos recebeu mais do que a metade dos votos válidos, e um segundo turno foi realizado em 31 de outubro. De acordo com a Constituição, o presidente é eleito diretamente pelo povo para um mandato de quatro anos, podendo ser reeleito uma vez. Lula não pode mais ser candidato, uma vez que foi eleito em 2002 e reeleito em 2006.
Em Rondônia, o candidato tucano, José Serra, recebeu 45,39% dos votos no primeiro turno, candidata petista, Dilma Rousseff , ficou com 40,74%, enquanto a candidata do PV, Marina Silva, recebeu 12,70% dos votos naquele estado. No segundo turno, José Serra manteve a liderança e ficou com 52,63%, enquanto Dilma Rousseff recebeu 47,37% de votos. O resultado acabou apertado no estado, pois Dilma acabou com a vitória na capital do estado, contudo, no interior do estado, Serra foi o vencedor.